# الأخلاقيات الدنيا
الأخلاقيات الدُنيا: انعكاسات من الحياة المتضررة (Minima Moralia: Reflexionen aus dem beschädigten Leben) هو كتابٌ من تأليف تيودور أدورنو أُصدر في عام 1951 وهو نصٌ أصلي في النظرية النقدية.
```
بدأ أدورنو كتابة هذا العمل في عام 1944 خلال 
الحرب العالمية الثانية
 عندما كان يعيش في المنفى في أمريكا، وأكمله في عام 1949. كتب أدورنو هذا الكتاب بشكلٍ أساسي من أجل عيد ميلاد صديقه ماكس هوركهايمر الذي كان سيبلغ الخمسين من عمره حينها. شارك هوركهايمر في تأليف أحد كتب أدورنو بعنوان جدل التنوير.
```

يأخذ الكتاب عنوانه من كتاب الأخلاقيات العُظمى (Magna Moralia)، وهو عملٌ عن الأخلاق كان يُنسب بشكلٍ تقليدي إلى أرسطو على الرغم من أن الإجماع العلمي الحديث يعزوه إلى كاتبٍ آخر. كتب أدورنو عن فكرة الإخلاص كموضوع أساسي للمصادر اليونانية والعبرية في الفلسفة الغربية حيث ذكر فكرة «العلم المحزن» الموارية لكتاب «العلم المرح» للكاتب الألماني نيتشه ويختص هذا الكتاب في تعليم الحياة الجيدة.
يقول أدورنو في منتصف القرن العشرين أن الحياة الصالحة والصادقة لم تعد موجودة وذلك لأننا نعيش في مجتمع غير إنساني. يوضّح أدورنو هذه الفكرة في سلسلة من الانعكاسات القصيرة والأمثال التي يتجّزأ فيها الكتاب بانتقاله من التجارب اليومية إلى الرؤى المزعجة حول الميول العامة للمجتمع الصناعي المتأخر.
```
يشمل الكتاب أيضًا المواضيع التي تتعلق بالطبيعة التخريبية للدمى وخراب العائلة وعدم أصالة الحقيقة وانحطاط المحادثة وظهور السحر والتنجيم وتاريخ اللباقة. يوضح أدورنو أيضًا كيف أن أصغر التغييرات في السلوك اليومي تقف فيما يتعلق بأكثر الأحداث كارثية في القرن العشرين.
```

يعترف الكتاب بجذوره في «الحياة المتضررة» بمؤلفه، وهو أحد المفكرين العديدين الذين تأثروا بالفاشية عن طريق النفي والذين أطلق عليهم أدورنو لقب «المشوهون بدون إستثناء». لكن كما يقول أحد الأمثال «إن الشظية في عينك هي أفضل عدسة مكبرة» كان قصده أنه عندما تُترك شظايا من مرآة الفلسفة المحطّمة، تحاول أجزاء الكتاب أن تلقي الضوء على الأفكار الموجودة فيه خصوصًا بعد انحدار الإنسانية إلى اللاإنسانية في المحيط الملموس.
هناك نوعٌ من الفلسفة التي تعمل ضد «المحتوى غير الصحيح» للفلسفة الصحيحة، ويتمسك هذا الكتاب بسرعة بالرؤية المستنيرة المخلّصة لليهود المسيحيين والتي يعتبرها وجهة النظر الوحيدة الصالحة التي يمكن من خلالها التعامل مع عالم مضطرب للغاية. من خلال جلب «ضوء يهودي مسيحي» للنقد على نقطة في غاية السلبية حيث يحاول أدورنو من خلال هذا الكلام تقديم صورة سلبية عن اليوتوبيا.
في الوقت الذي يشعر فيه أدورنو بخسارة لا يمكن تعويضها عن فردوس في طفولة متميزة، فإنه يواجه وجوده المحمي مع «كابوس الطفولة» البدائي المعاداي للسامية الذي اعتبره شكلاً أوليًا من أشكال الفاشية.
رفض أدورنو أي محاولة لإعادة بناء ثقافة القرن التاسع عشر تحت رعاية الولايات المتحدة الأمريكية لأن أي محاولة من هذا القبيل قد تكون كاذبة، أو أنها ستنشئ ببساطة نفس الديناميكية التي أنتجت الفاشية. اعتمد أدورنو في هذا الرفض على تجربة نيتشه الفكرية المرتبطة بتكرار الأبدية.
سوف يكون الخلاص استراحة نهائية مع نظام يعتبره حتمي في الحجم الكبير مما يؤدي بالتأكيد إلى مجموعة متنوعة من التاريخ الافتراضي البديل الذي يملك نفس الخصائص المشتركة. من الناحية الموسيقية وكما رأينا في ماهلر، ستعود مواضيع معينة سواء كانت مأساوية في المقام الأول ثم هزلية مأساويية قاتلة. مثلًا، أنتجت مهزلة الإمبراطورية الثانية المأساة الحقيقية غير المعلنة لذبح الطبقة العاملة في باريس في عام 1871.